# Nicole Mladenis
Nicole Mladenis (ur. 22 września 1975) – australijska lekkoatletka specjalizująca się w trójskoku, rekordzistka Australii i Oceanii.
W 1994 zajęła 12. miejsce podczas juniorskich mistrzostw świata. Siódma zawodniczka pucharu świata w Johannesburgu (1998). W 2001 zajęła 7. miejsce na igrzyskach Dobrej Woli w Brisbane. Rok później była szósta na igrzyskach Wspólnoty Narodów w Manchesterze. Bez awansu do finału startowała w 2004 na halowych mistrzostwach świata.
Złota medalistka mistrzostw Australii.
Rekordy życiowe: stadion – 14,04 (9 marca 2002, Hobart i 7 grudnia 2003, Perth) / 14,22w (20 grudnia 2003, Perth); hala – 13,31 (5 marca 2004, Budapeszt). Obydwa te rezultaty są rekordami Australii i Oceanii.

## Osiągnięcia
| Rok  | Impreza                     | Miejsce      | Lokata            | Wynik |
| ---- | --------------------------- | ------------ | ----------------- | ----- |
| 1994 | Mistrzostwa świata juniorów | Lizbona      | 12. miejsce       | 12,52 |
| 1998 | Puchar świata               | Johannesburg | 7. miejsce        | 12,86 |
| 2001 | Igrzyska Dobrej Woli        | Brisbane     | 7. miejsce        | 13,32 |
| 2002 | Igrzyska Wspólnoty Narodów  | Manchester   | 6. miejsce        | 13,04 |
| 2004 | Halowe mistrzostwa świata   | Budapeszt    | el. − 24. miejsce | 13,31 |